# Llista de topònims de Sant Miquel de Fluvià
Llista de topònims (noms propis de lloc) del municipi de Sant Miquel de Fluvià, a l'Alt Empordà
Informació actualitzada per un bot. Els canvis manuals es perdran quan s'actualitzi!

## casa
| imatge | Nom                                      | Ubicat a              | instància de | Detalls                                  | coordenades                                                                | Protecció                                  | Commons (més fotos)                      | Dades a WD                    |
| ------ | ---------------------------------------- | --------------------- | ------------ | ---------------------------------------- | -------------------------------------------------------------------------- | ------------------------------------------ | ---------------------------------------- | ----------------------------- |
|        | Antiga rectoria de Sant Miquel de Fluvià | Sant Miquel de Fluvià | casa         | Estil: arquitectura popular              | 42° 10′ 18″ N, 2° 59′ 29″ E / 42.171687°N,2.991418°E 26 msnm               | bé integrant del patrimoni cultural català | Antiga rectoria de Sant Miquel de Fluvià | Modifica les dades a Wikidata |
|        | Can Feliu (Sant Miquel de Fluvià)        | Sant Miquel de Fluvià | casa         | Estil: arquitectura popular 16th century | 42° 10′ 20″ N, 2° 59′ 32″ E / 42.172237°N,2.992211°E ca:C. Mar, 2          | bé integrant del patrimoni cultural català | Can Feliu (Sant Miquel de Fluvià)        | Modifica les dades a Wikidata |
|        | Can Gelada                               | Sant Miquel de Fluvià | casa         | Estil: arquitectura popular              | 42° 10′ 24″ N, 2° 59′ 34″ E / 42.173286°N,2.992774°E ca:Carrer Figueres, 6 | bé integrant del patrimoni cultural català | Can Gelada                               | Modifica les dades a Wikidata |
|        | Casa de la Volta                         | Sant Miquel de Fluvià | casa         | Estil: arquitectura popular              | 42° 10′ 23″ N, 2° 59′ 34″ E / 42.17307°N,2.992695°E ca:Carrer Pedra, 1     | bé integrant del patrimoni cultural català | Casa de la Volta (Sant Miquel de Fluvià) | Modifica les dades a Wikidata |
|        | casa al carrer Mar, 5                    | Sant Miquel de Fluvià | casa         | Estil: arquitectura popular 17th century | 42° 10′ 20″ N, 2° 59′ 34″ E / 42.172178°N,2.992852°E ca:C. Mar, 5          | bé integrant del patrimoni cultural català | Casa al carrer Mar, 5                    | Modifica les dades a Wikidata |
|        | casa al carrer Nou, 10                   | Sant Miquel de Fluvià | casa         | Estil: arquitectura popular 19th century | 42° 10′ 18″ N, 2° 59′ 32″ E / 42.171566°N,2.992126°E ca:C. Nou, 10         | bé integrant del patrimoni cultural català |                                          | Modifica les dades a Wikidata |
|        | casa al carrer Nou, 9                    | Sant Miquel de Fluvià | casa         | Estil: arquitectura popular 18th century | 42° 10′ 19″ N, 2° 59′ 34″ E / 42.171831°N,2.992768°E ca:C. Nou, 9          | bé integrant del patrimoni cultural català |                                          | Modifica les dades a Wikidata |

## edifici
| imatge | Nom                          | Ubicat a              | instància de | Detalls                                          | coordenades                                                                             | Protecció                                  | Commons (més fotos)          | Dades a WD                    |
| ------ | ---------------------------- | --------------------- | ------------ | ------------------------------------------------ | --------------------------------------------------------------------------------------- | ------------------------------------------ | ---------------------------- | ----------------------------- |
|        | Centre Cívic El Club         | Sant Miquel de Fluvià | edifici      | Estil: arquitectura popular 20th century         | 42° 10′ 23″ N, 2° 59′ 31″ E / 42.173142°N,2.99195°E ca:C. de l'Estació, 2               | bé integrant del patrimoni cultural català | Centre Cívic El Club         | Modifica les dades a Wikidata |
|        | Relleu de la Casa de la Vila | Sant Miquel de Fluvià | edifici      | Estil: arquitectura del Renaixement 16th century | 42° 10′ 20″ N, 2° 59′ 31″ E / 42.172088°N,2.992011°E ca:C. Major (davant de l'església) | bé integrant del patrimoni cultural català | Relleu de la Casa de la Vila | Modifica les dades a Wikidata |

## església
| imatge | Nom                               | Ubicat a              | instància de    | Detalls                                  | coordenades                                                                                        | Protecció                                            | Commons (més fotos)                    | Dades a WD                    |
| ------ | --------------------------------- | --------------------- | --------------- | ---------------------------------------- | -------------------------------------------------------------------------------------------------- | ---------------------------------------------------- | -------------------------------------- | ----------------------------- |
|        | Ermita de Sant Sebastià           | Sant Miquel de Fluvià | església ermita | Estil: arquitectura popular 18th century | 42° 10′ 51″ N, 2° 59′ 19″ E / 42.1807°N,2.98857°E ca:A 1 km de Sant Miquel, dalt d'un turó 65 msnm | bé integrant del patrimoni cultural català           | Sant Sebastià de Sant Miquel de Fluvià | Modifica les dades a Wikidata |
|        | església de Sant Miquel de Fluvià | Sant Miquel de Fluvià | església        |                                          | 42° 10′ 18″ N, 2° 59′ 30″ E / 42.1718°N,2.99173°E                                                  | bé d'interès cultural bé cultural d'interès nacional | Monestir de Sant Miquel de Fluvià      | Modifica les dades a Wikidata |

## granja
| imatge | Nom                 | Ubicat a              | instància de | Detalls | coordenades                                                         | Protecció | Commons (més fotos) | Dades a WD                    |
| ------ | ------------------- | --------------------- | ------------ | ------- | ------------------------------------------------------------------- | --------- | ------------------- | ----------------------------- |
|        | Granges d'en Dalmau | Sant Miquel de Fluvià | granja       |         | 42° 10′ 18″ N, 3° 00′ 07″ E / 42.1715363817086°N,3.00182820170313°E |           |                     | Modifica les dades a Wikidata |
|        | Granja Vila         | Sant Miquel de Fluvià | granja       |         | 42° 10′ 24″ N, 2° 59′ 18″ E / 42.1732830458827°N,2.98835246074952°E |           |                     | Modifica les dades a Wikidata |

## masia
| imatge | Nom                              | Ubicat a              | instància de | Detalls | coordenades                                                         | Protecció | Commons (més fotos) | Dades a WD                    |
| ------ | -------------------------------- | --------------------- | ------------ | ------- | ------------------------------------------------------------------- | --------- | ------------------- | ----------------------------- |
|        | Cal Barquer                      | Sant Miquel de Fluvià | masia        |         | 42° 10′ 07″ N, 2° 59′ 30″ E / 42.168523°N,2.991601°E                |           |                     | Modifica les dades a Wikidata |
|        | Can Roca                         | Sant Miquel de Fluvià | masia        |         | 42° 10′ 16″ N, 3° 00′ 10″ E / 42.1709869724962°N,3.0027725468011°E  |           |                     | Modifica les dades a Wikidata |
|        | Can Roca (Sant Miquel de Fluvià) | Sant Miquel de Fluvià | masia        |         | 42° 10′ 16″ N, 3° 00′ 09″ E / 42.170989°N,3.002604°E                |           |                     | Modifica les dades a Wikidata |
|        | Mas Galceran                     | Sant Miquel de Fluvià | masia        |         | 42° 10′ 17″ N, 2° 59′ 49″ E / 42.17131944°N,2.99688889°E            |           |                     | Modifica les dades a Wikidata |
|        | Mas Matacà                       | Sant Miquel de Fluvià | masia        |         | 42° 10′ 26″ N, 2° 59′ 23″ E / 42.1739496605771°N,2.98984159246145°E |           |                     | Modifica les dades a Wikidata |

## Misc
| imatge | Nom                                        | Ubicat a                                | instància de                                                                   | Detalls                                                 | coordenades                                                                                              | Protecció | Commons (més fotos)                 | Dades a WD                    |
| ------ | ------------------------------------------ | --------------------------------------- | ------------------------------------------------------------------------------ | ------------------------------------------------------- | --- | --------- | ----------------------------------- | ----------------------------- |
|        | Estació de Sant Miquel de Fluvià           | Sant Miquel de Fluvià                   | estació de ferrocarril edifici                                                 |                                                         | 42° 10′ 20″ N, 2° 59′ 22″ E / 42.172111111111114°N,2.9895555555555555°E 38.6 msnm                        |           | Sant Miquel de Fluvià train station | Modifica les dades a Wikidata |
|        | Fluvià                                     | Comarques gironines província de Girona | curs d'aigua                                                                   | Desemboca: mar Mediterrània Llarg: 70km Conca: 973.8km² | 42° 05′ 36″ N, 2° 27′ 33″ E / 42.0934°N,2.4591°E 42° 12′ 07″ N, 3° 06′ 38″ E / 42.2019°N,3.1106°E 2 msnm |           | Fluvià                              | Modifica les dades a Wikidata |
|        | Sant Miquel de Fluvià                      | Sant Miquel de Fluvià                   | entitat singular de població ens local històric de Catalunya capital municipal | 840 hab                                                 | 42° 10′ 19″ N, 2° 59′ 31″ E / 42.17182888888889°N,2.9918969444444445°E 28 msnm                           |           |                                     | Modifica les dades a Wikidata |
|        | casa consistorial de Sant Miquel de Fluvià | Sant Miquel de Fluvià                   | casa consistorial                                                              |                                                         | 42° 10′ 18″ N, 2° 59′ 29″ E / 42.1716517°N,2.9914213°E                                                   |           |                                     | Modifica les dades a Wikidata |
|        | estany de Palol                            | Sant Miquel de Fluvià                   | zona humida                                                                    | Superfície: 8.38ha                                      | 42° 10′ 22″ N, 3° 00′ 44″ E / 42.1727°N,3.0122°E                                                         |           |                                     | Modifica les dades a Wikidata |
|        | font Joncosa                               | Sant Miquel de Fluvià                   | font                                                                           |                                                         | 42° 11′ 11″ N, 2° 59′ 35″ E / 42.186279640212°N,2.99306090767319°E                                       |           |                                     | Modifica les dades a Wikidata |